# Rana johnsi
Rana johnsi es una especie de anfibio anuro de la familia Ranidae.

## Distribución geográfica
Esta especie se encuentra en:
- la República Popular China en las provincias de Guangxi y Hainan;
- el centro-norte de Tailandia en la provincia de Loei;
- el sureste de Laos;
- el este de Camboya;
- Vietnam.[3]

## Etimología
Esta especie lleva el nombre en honor al Sr. Johns, cónsul británico en Saigón.

## Publicación original
- Smith, 1921 : New or Little-known Reptiles and Batrachians from Southern Annam (Indo-China). Proceedings of the Zoological Society of London, vol. 1921, p. 423-440[4]